# Батангафо
Батангафо (фр. Batangafo) — город в северной части Центральноафриканской Республики, на территории префектуры Уам.

## География
Абсолютная высота — 431 метр над уровнем моря. Город расположен в месте впадения реки Фата в реку Уам.

## Население
По данным на 2021 год численность населения составляет 24 119 человека.
Динамика численности населения города по годам:
| 1988   | 2003   | 2021   |
| ------ | ------ | ------ |
| 13 106 | 16 420 | 24 119 |